# ورنن ولی (نیویورک)
ورنن ولی، نیویورک (به انگلیسی: Vernon Valley, New York) یک منطقهٔ مسکونی در ایالات متحده آمریکا است که در هانتینگتون واقع شده‌است.

## خصوصیات
ورنن ولی ۲۴٫۰۸ متر بالاتر از سطح دریا واقع شده‌است.